# 陈友谅墓
陈友谅墓，元末农民起义领袖人物陈友谅之墓，现位于武汉长江大桥武昌引桥南侧。
1365年，朱元璋曾来陈友谅墓祭奠，并题下“人修天定”四字。辛亥革命后，民国政府曾对陈友谅墓进行过修复。1956年，该墓成为湖北省文物保护单位。文革期间被毁，现在的墓是在1981年重修的，上书“大汉陈友谅墓”六字。